# Bauerschaft Dilldorf
Die ehemalige Bauerschaft Dilldorf ist heute Ortsteil des Essener Stadtteils Kupferdreh. Er befindet sich an der heutigen Bundesautobahn 44, südlich der Stadt-/Ortsteile Byfang und Kupferdreh.

## Geschichte
Allgemein wird vermutet, dass der Name Dilldorf vom Dorf an der Deile herrührt. Die Herkunft des Namensteils Deil (in Deilbach, Deiler Mühle, Deilmannshof, Deile – die beiden letztgenannten Objekte gehören allerdings von je her zum Stadtteil Byfang) ist nicht gesichert. Das althochdeutsche didelaa (dillen, didelen, diddeln = unruhig sein, unruhig fließen) weist auf ein unruhiges Gewässer hin.
Dilldopp war früher der Name für einen Spielzeugkreisel, aber auch für ein sehr unruhiges Kind. Das Flüsschen Dill hat wie der Deilbach einen unruhigen Verlauf mit vielen Windungen – hier könnte ein gemeinsamer Namensursprung liegen. Weiter finden sich in alten Urkunden die Bezeichnungen Thidelda, Tithelda und Didele für den Deilbach. Aber auch Teilbach kommt in Betracht, da der Bach in etwa die Grenze zwischen Sachsen und Franken und später zwischen der preußischen Grafschaft Mark und dem Herzogtum Berg markierte. Später trennte der Deilbach das Rheinland von Westfalen.
Die frühen Ansiedlungen im Tal des Deilbach mögen Menschen bewogen haben, sich in der Nähe niederzulassen und die Grundlage für das Dorf Dilldorf zu legen. Denn am Deilbach gab es Arbeit: Deilmannshof, Deiler Mühle, Kupferhammer und Eisenhammer bis zum Beginn des Industriezeitalters; danach Bergbau und Ziegeleien, zahlreiche Steinbrüche, Eisenbahn, Phönixhütte, Zementfabrik.
Dilldorf (das Dorf an der Deile = Deilbach) und die Bauerschaft gehörten bis 1806 zur bergischen Herrschaft Hardenberg. Die Dilldorfer Bauern standen aber in Lehnsabhängigkeit zur Abtei Werden und waren weitgehend katholisch. Nach Auflösung des Großherzogtums Berg wurde Dilldorf Teil der Bürgermeisterei Hardenberg.
Die Statistik und Topographie des Regierungsbezirks Düsseldorf von 1832 zählt für Dilldorf folgende untergeordnete Ortschaften und Wohnplätze auf: Zu Wiese, Am Rathgeber, Am Prienen, Zu Bruckhaus.
Laut dem Gemeindelexikon für die Provinz Rheinland von 1888 lebten im Ortsteil Dilldorf der Gemeinde Hardenberg 298 Menschen in 22 Wohnhäusern, die sich auf die Ortsteile Asbeckswiese, Backhaus, Maschinengebäude Nr. I, Maschinengebäude Nr. II, Mühlenberg, Priemenbackes, Priemenhäuschen, Priemes, Rathgeber, Tempel und Wiesenbackhaus verteilten.
Neben dem Hauptort gehörten 1888 noch folgende Ortschaften und Wohnplätze zur Bauerschaft: Am Knüppel, Bruckes, Bruckeskothen, Bückenhäuschen, Fürkothen, Kupferbank, Herbeckesberg, Kämpchen, Kukuk, Lerth, Meiersberg, Röckschen, Priemenberg, Sohl, Timpen, Tücking und Unterm Feld. Dort lebten in 27 Wohnhäusern weitere 300 Menschen. Am 1. April 1899 wurden Dilldorf und Teile des Voßnackens aus der Gemeinde Hardenberg des Kreises Mettmann in die Gemeinde Kupferdreh des Landkreises Essen umgegliedert.
1801 bekamen die Dilldorfer die Erlaubnis, eine eigene Kapelle am Rathgeberhof zu erbauen, und ab 1814 auch den dazugehörigen Friedhof. In dieser Zeit entstand auch die erste katholische Schule am Rathgeberhof. Seit 1801 hatte der offizielle Unterricht, genehmigt durch den Reichsabt von Werden, in der Kapelle stattgefunden. In der Zeit davor, etwa ab 1780, wurden Dilldorfer Kinder im Nebengebäude eines Bauernhofes unterrichtet. Die evangelischen Kinder besuchten die in der benachbarten Bauerschaft Voßnacken gelegene, 1789 gegründete Voßnacker Schule. 1880 wurde am Priemberg eine eigene evangelische Volksschule und ein Schulbezirk in Dilldorf errichtet. Die letzte Schule in Dilldorf wurde an der Oslenderstraße gebaut und nahm 1935 den Betrieb als Volksschule auf. 1968 wurde sie zur Städtischen Gemeinschaftsgrundschule und 2010 endgültig geschlossen.

### Wappen

Wappen von Dilldorf

Blasonierung: „Farbenwechselnd in Rot und Gold; zweimal gespalten und nach unten hin versetzt geteilt; in der breiteren Schildmitte oben über dem über die Teilungslinie emporragenden alchemistischen Zeichen für Kupfer, das rote Symbol einer Kirche.“
Das Kirchensymbol erinnert an die im Jahre 1800 entstandene Dilldorfer Kapelle; das Zeichen für Kupfer symbolisiert die Verbundenheit zu Kupferdreh, ebenso die Farben.
Das Wappen wurde von Kurt Schweder auf Wunsch der Freiwilligen Feuerwehr Dilldorf entworfen und hatte nie offiziellen Charakter. Ende der 1980er Jahre schuf der Heraldiker für alle Essener Stadtteile Wappen. Sie sind inzwischen von der Essener Bevölkerung gut angenommen worden.